# Tawangsari (Trowulan)
Tawangsari is een bestuurslaag in het regentschap Mojokerto van de provincie Oost-Java, Indonesië. Tawangsari telt 2645 inwoners (volkstelling 2010).